# Dave Graham
David Ethan Graham (Maine, 10 novembre 1981) è un arrampicatore statunitense.
Pratica l'arrampicata in falesia e il bouldering.

## Biografia
Nato nel Maine, uno degli stati più piatti degli Stati Uniti, si è appassionato all'arrampicata nel 1997 con un suo compagno della squadra di sci. Ha progredito molto velocemente e dopo un anno ha salito il suo primo 8b+, The Present. Nel 2000, ormai diventato uno dei più forti scalatori statunitensi, si è trasferito in Europa dove ha raggiunto il livello del 9a+ in falesia e dell'8C di boulder. Non partecipa alla Coppa del mondo di arrampicata.
Ha scalato 397 vie tra l'8a e il 9a+ di cui 126 a vista.

## Falesia
- 1 via di 9b
- 2 vie di 9a+
- 10 vie di 9a
- 37 vie di 8c+
- 62 vie di 8c
- 157 vie di 8b e 8b+ (di cui 31 a vista)

### Lavorato
- 9b/5.15b:
  - Ali Hulk sit start extension total (ESP) -  29 settembre 2020 [1]
- 9a+/5.15a:
  - Realization - Céüse (FRA) - 30 luglio 2007 - Quarta salita[2]
  - Coup de Grace - Ticino - 8 novembre 2005 - Prima salita[3]
- 9a/5.14d:
  - Chocholoco - Carros (FR) - 14 ottobre 2009[4]
  - Abyss - Gorges du Loup (FRA) - 3 ottobre 2009[5]
  - Kryptonite - Rifle (USA) - 14 settembre 2008
  - Bunda De Fora - Acephale (CAN) - 6 settembre 2007
  - Ali-Hulk (de pie) - Rodellar (ESP) - 27 giugno 2007
  - Esclatamasters - Perles (ESP) - 8 marzo 2007 - Seconda salita della via di Ramón Julián Puigblanque[6]
  - A Muerte - Siurana (ESP) - 7 dicembre 2006 - Terza salita[7]
  - Bain de Sang - Saint-Loup (SUI) - 13 aprile 2005
  - Psychedelic - Gorilla Cliffs (USA) - 18 novembre 2001 - Prima salita
  - Action directe - Frankenjura (GER) - 21 maggio 2001 - Quarta salita[8]

## Boulder
Ha scalato 469 boulder tra l'8A e l'8C di cui 4 a vista e 22 flash:
- 1 boulder di 8C+
- 8 boulder di 8C
- 38 boulder di 8B+
- 101 boulder di 8B
- 148 boulder di 8A+ (di cui 2 a vista)
- 175 boulder di 8A (di cui 22 flash e 2 a vista)
- 8C+/V16:
  - The Wheel Of Life - Hollow Mountain Cave (AUS) - 8 giugno 2012 - Sesta salita del passaggio di Dai Koyamada del 2004. È lungo 65 movimenti (unione di quattro boulder) ed è considerato una via di mezzo tra un boulder e una via d'arrampicata. Generalmente gradato 8C+ boulder, secondo Graham può essere un 9a+ scala francese.[9]
- 8C/V15:
  - Meadowlark Lemon - Gateway Canyon (USA) - 8 gennaio 2013 - Seconda salita del boulder di Paul Robinson del 2012[10]
  - Paint it Black - Rocky Mountain National Park (USA) - 18 aprile 2012 - Terza salita del boulder di Daniel Woods del 2012[11]
  - The Ice Knife - Guanella Pass (USA) - 18 ottobre 2011 - Prima salita[12]
  - Warrior Up - Mt Evans / Wolverine Land (USA) - 4 settembre 2010 - Seconda salita del boulder di Daniel Woods[13]
  - Big Paw - Chironico (SUI) - 27 novembre 2008 - Prima salita
  - The Island - Fontainebleau (FRA) - 7 aprile 2008 - Prima salita[14]
  - From Dirt Grows The Flowers - Chironico (SUI) - 7 marzo 2005 - Prima salita[15]
  - The Story Of Two Worlds - Cresciano (SUI) - 9 gennaio 2005 - Prima salita[16]